# Молоді літа короля Генріха IV

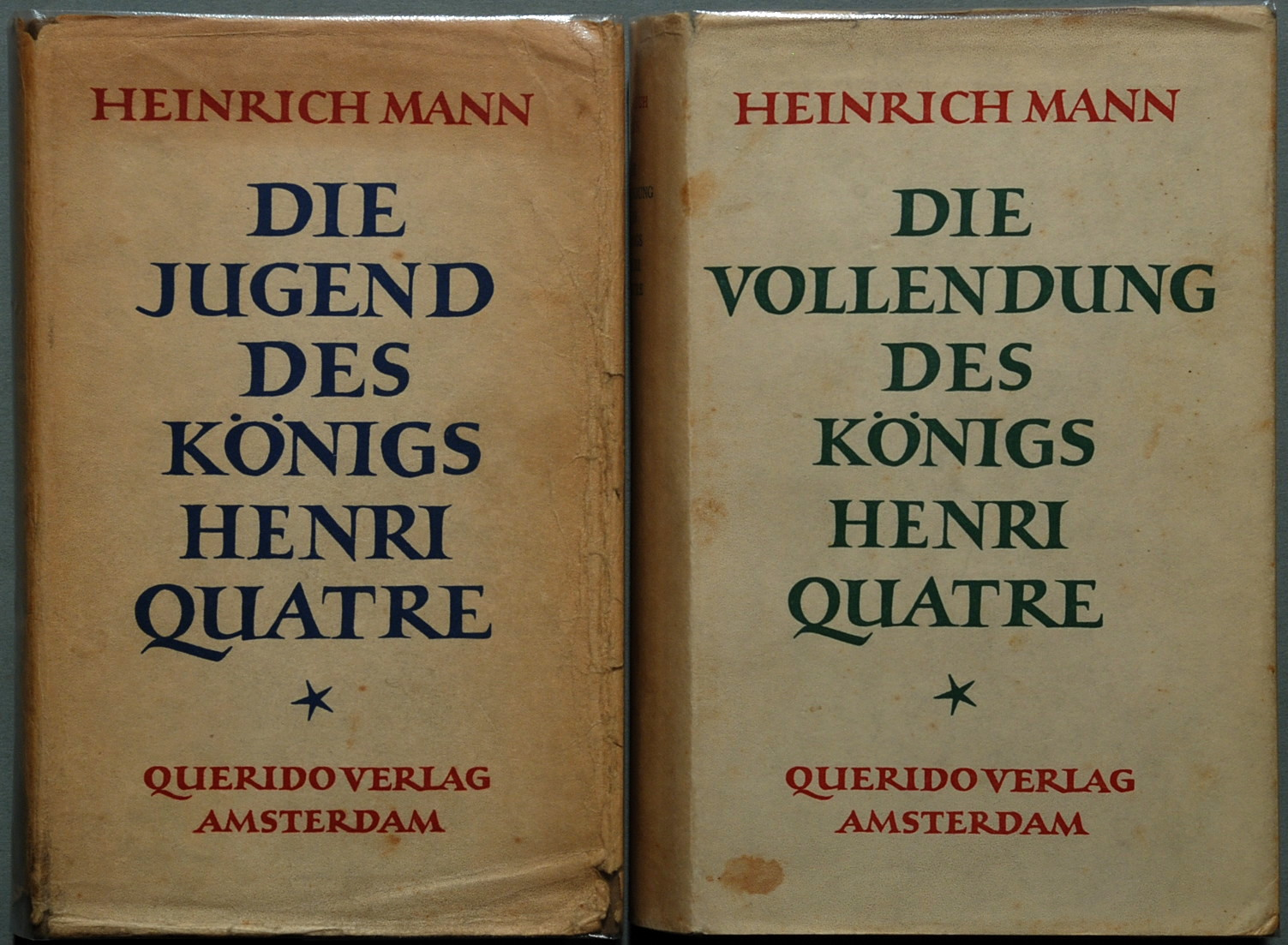
Суперобкладинки першого видання

Молоді літа короля Генріха IV — перший том дилогії Генріха Манна про французького короля Генріха IV, виданий у 1935 році. У 1938 році вийшов друком другий том Літа зрілості короля Генріха IV. Разом вони вважаються найважливішим твором Генріха Манна.

## Історичний контекст
Інтелектуальне підґрунтя дилогії простежується в нарисі Geist und Tat початку 20 століття. Крім того, значну роль відіграють ідеї та думки Фрідріха Ніцше та Іммануїла Канта. Зрештою, ці романи є архетипними представниками німецької літератури вигнання часів Третього Райху . Намагаючись духовно об'єднати свою німецьку батьківщину з французьким вигнанням, Генріх Манн додав так звані «moralités», узагальнюючи висновки класичною французькою мовою, у ключові моменти німецькомовного тексту.

## Поява
Роман із двох частин, який був написаний у Франції і цілком просякнутий французьким духом та французьким життєлюбством, — про молодість, підйом, правління та кінець французького короля Генріха IV. У цих книгах Генріх Манн, мабуть, висловив своє найглибше ставлення до життя, таке як радість від хороших речей у житті, — краси, дружби, любовних утіх, доброї їжі, чесної праці та освіченої розмови мовою, яка була звільнена від юнацького запалу та вичищена до простоти і лаконічності як спадщина, залишена для нащадків. Роман також є визнанням у любові до Франції. Два романи про життя Генріха Наваррського, як історичні романи, містять численні деталі з історії Франції кінця 16 століття. Серед іншого, події Варфоломіївської ночі та облоги Ла-Рошелі (1573) зображені в картинах, сповнених драматизму. При цьому, Генріху Манну вдалося схопити унікальність ситуацій та їх специфічну атмосферу лише кількома вражаючими штрихами таким чином, що читач відчуває безпосереднє залучення до подій і емоційно переживає дію. При появі інтригана герцога Гіза, який приїжджає до Парижа верхи, з військовою помпою, Генріх Манн описує ентузіазм підбадьорливого натовпу, розбурханого агітаторами Католицької ліги, простими лаконічними кадрами та заключними рішучими, насправді саркастичними словами "Чоботи, що звисають з коня, можна просто поцілувати". З цих кількох слів читач може з'ясувати, що думає автор про характер герцога Гіза та його політичні погляди.

## Змісти
Дія романів відбувається у трьох часових рівнях-епохах. По-перше, на рівні оповіді події відбуваються в епоху Відродження та релігійних війн у Франції, по-друге моральні алюзії зачіпають епоху Просвітництва через численні натяки на розум і поклик до людяності, і по-третє, численні інші сцени натякають на події в час написання романів, які автор переживає у французькому та американському вигнанні . Рівень розповіді базується на різних історичних уявленнях і в основному дотримується перебігу історичних подій, таких як Варфоломіївська ніч, різні релігійні зміни Генріха IV, зв'язок із родиною Медічі, Нантський едикт та вбивство Генріха IV.